# Kaufmann (lettertype)
Kaufmann is een zogenaamd brush script lettertype ontworpen in 1936 door Max R. Kaufmann voor American Type Founders (ATF).
Kaufmann is kenmerkend om de aan elkaar geschreven handschriftletters die doen denken aan Neon-lichtborden, waarvoor het lettertype inderdaad ook is toegepast. De stambreedte is vrijwel van gelijke dikte. De hoofdletters zijn vrijelijk en eigenzinnig gevormd, terwijl de kleine letters meer gelijkmatig in hoogte en breedte zijn, en sluiten strak op elkaar aan. Opvallend is ook dat de kleine letter 'd' een lus heeft.
Inmiddels wordt Kaufmann uitgegeven door verschillende letteruitgeverijen, zoals Bitstream, Elsner+Flake, Linotype, Adobe, Scangraphic, Tilde, SIA, URW.

## Toepassing
Een ietwat aangepaste vorm van dit lettertype komt voor in het logo van de televisieserie "Pop Idol" en internationale varianten daarvan.